# Nervosvalová ploténka

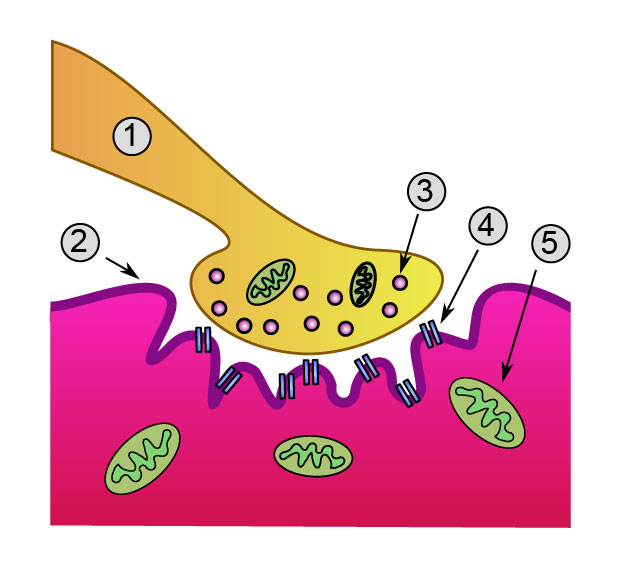
1. Presynaptické zakončení neuronu
2. Membrána svalové buňky
3. Synaptický váček
4. Nikotinový acetylcholinový receptor
5. Mitochondrie

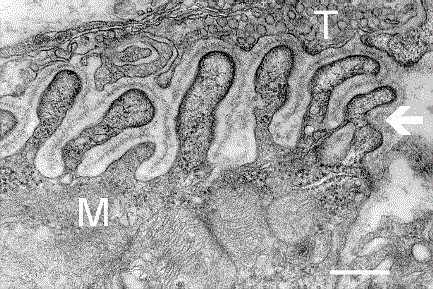
Průřez nervosvalovou ploténkou, transmisní elektronová mikroskopie

Nervosvalová ploténka nebo také nervosvalové zakončení nebo řidč. myoneurální spojení je typ periferní synapse, která umožňuje převod vzruchu mezi motorickým neuronem a svalovým vláknem.

## Uspořádání
V místě nervosvalové ploténky naléhá zvrásněná presynaptická nervová membrána na postsynaptickou svalovou membránu. Tím, že dochází k zanoření obou membrán do sebe je dosaženo většího účinného povrchu.

## Funkce
Klidový membránový potenciál ploténky je -90mV. V klidu projevuje nervosvalová ploténka neustálou aktivitu a rytmicky se vybíjí v tzv.miniaturních potenciálech, které mají hodnotu 1-1,5mV. Může k tomu docházet díky uvolňování malých kvant acetylcholinu – jedná se o tzv. podprahový podnět.
Dráždění motorického nervu dále depolarizuje ploténkovou membránu na -50 - -60 mV. Mediátorem u nervosvalové ploténky je acetylcholin, který se váže na nikotinový receptor. Ten je spojen s iontovým kanálem, tedy zvyšuje permeabilitu membrány pro ionty (konkrétně Na+) a následně dochází k depolarizaci. Po překročení kritické hranice je vyvolán svalový vzruch, který se dále šíří po svalovém vláknu. Na ploténce je vysoká koncentrace cholinesterázy, která acetylcholin rychle rozkládá.
Doba přenosu vzruchu je asi 0,5ms, což značí, že se jedná o podobný systém jako u centrální synapse.

## Vliv iontů
- Ionty vápníku zvyšují frekvenci se kterou se vybíjí mini potenciály a zjednodušuje převod v synapsi
- Ionty hořčíku snižují frekvenci vybíjení mini potenciálů a zesložiťují převod v synapsi
- Snížená koncentrace sodných iontů zpomaluje proces
- Kurare blokuje účinek acetylcholinu na membránu, znemožní převod vzruchů a ploténkové potenciály vyhasínají